# همايون (بيرتاج)
همایون (بالفارسية: همایون) هي قرية تقع في إيران في قسم بیرتاج الريفي. يقدر عدد سكانها بـ 340 نسمة بحسب إحصاء 2016.